# Alamo (film, 2004)
Cet article concerne le film de John Lee Hancock. Pour le film de John Wayne, voir Alamo.
Pour les articles homonymes, voir Alamo.
Pour plus de détails, voir Fiche technique et Distribution.
Alamo (The Alamo) est un western américain réalisé par John Lee Hancock sorti en 2004.

## Synopsis

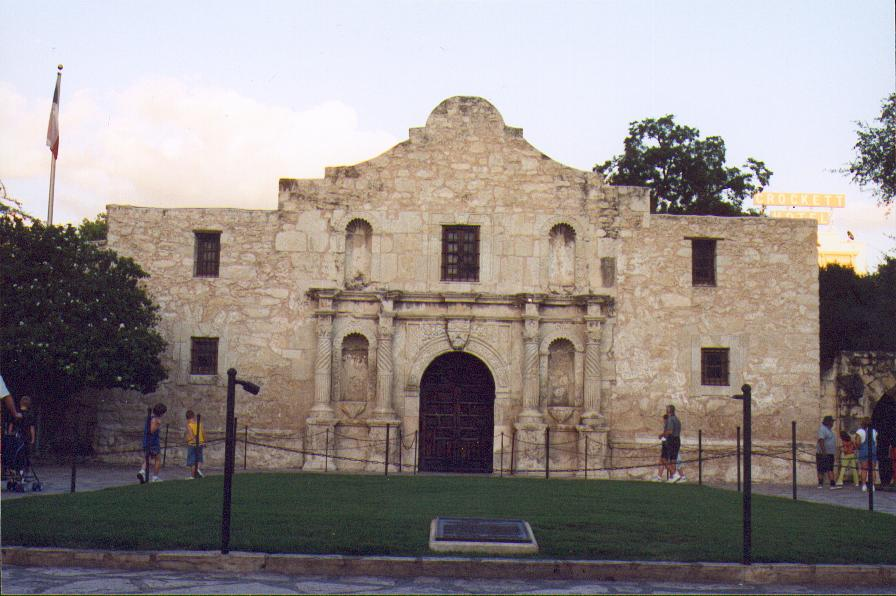
Le Fort Alamo

Cette œuvre s'inspire du siège de Fort Alamo, durant lequel 187 Américains luttant pour l'indépendance du Texas alors territoire mexicain, et comptant dans leurs rangs Davy Crockett et Jim Bowie, furent massacrés par les troupes régulières du général Santa Anna.
Le film se conclut sur la victoire texane à la bataille de San Jacinto, ouvrant la voie à l'indépendance du pays.

## Fiche technique
- Titre original : The Alamo
- Réalisation : John Lee Hancock

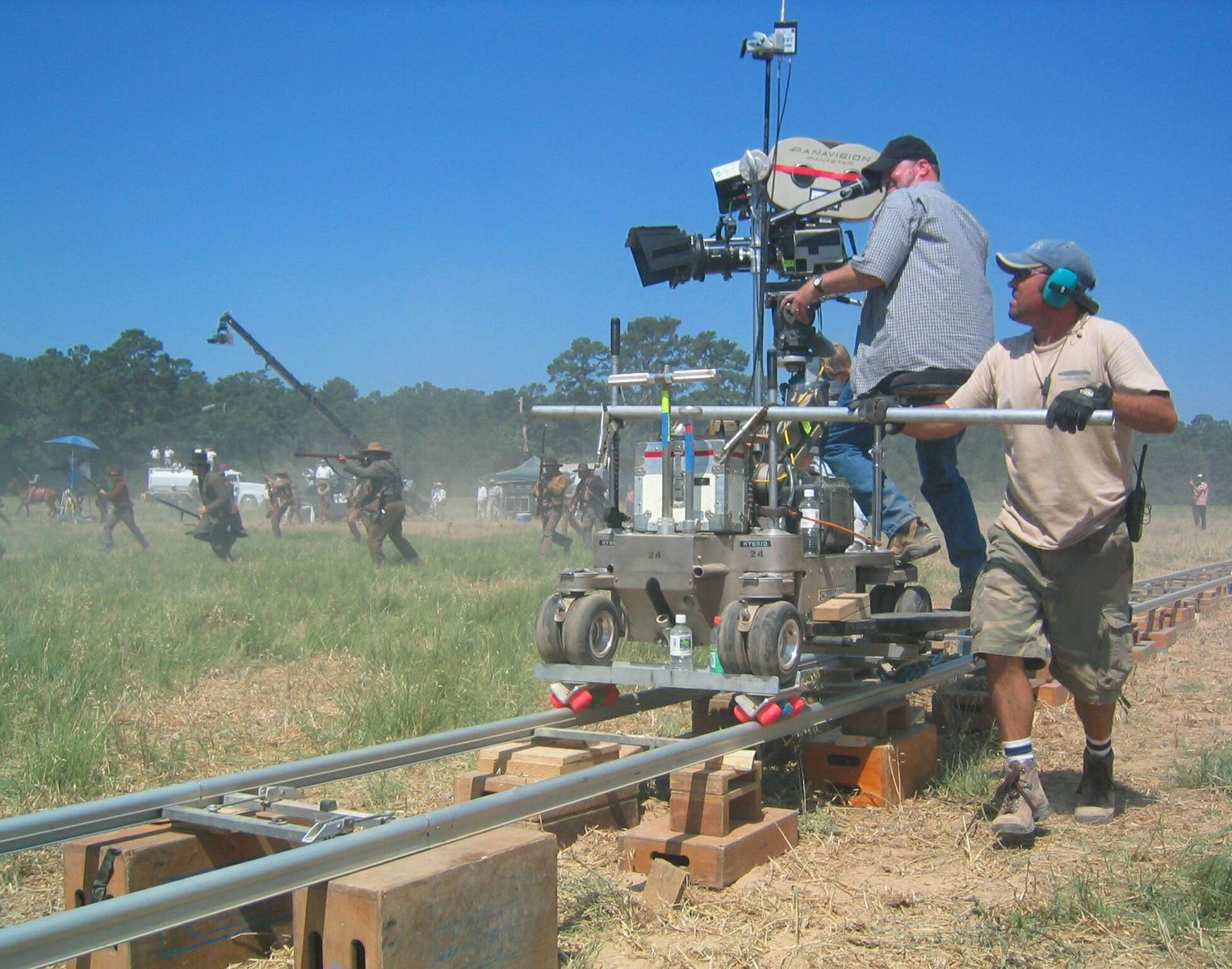
Prise de vues pendant le tournage dAlamo.

- Scénario : Leslie Bohem, Stephen Gaghan, John Lee Hancock
- Photographie : John O'Connor, Dean Semler
- Décors : Carla Curry
- Musique : Carter Burwell
- Montage : Eric L. Beason
- Budget: 107 000 000 $
- Pays : États-Unis
- Dates de sortie :
  -  États-Unis 9 avril 2004
  -  France 19 décembre 2004 (Directement en vidéo)

## Distribution

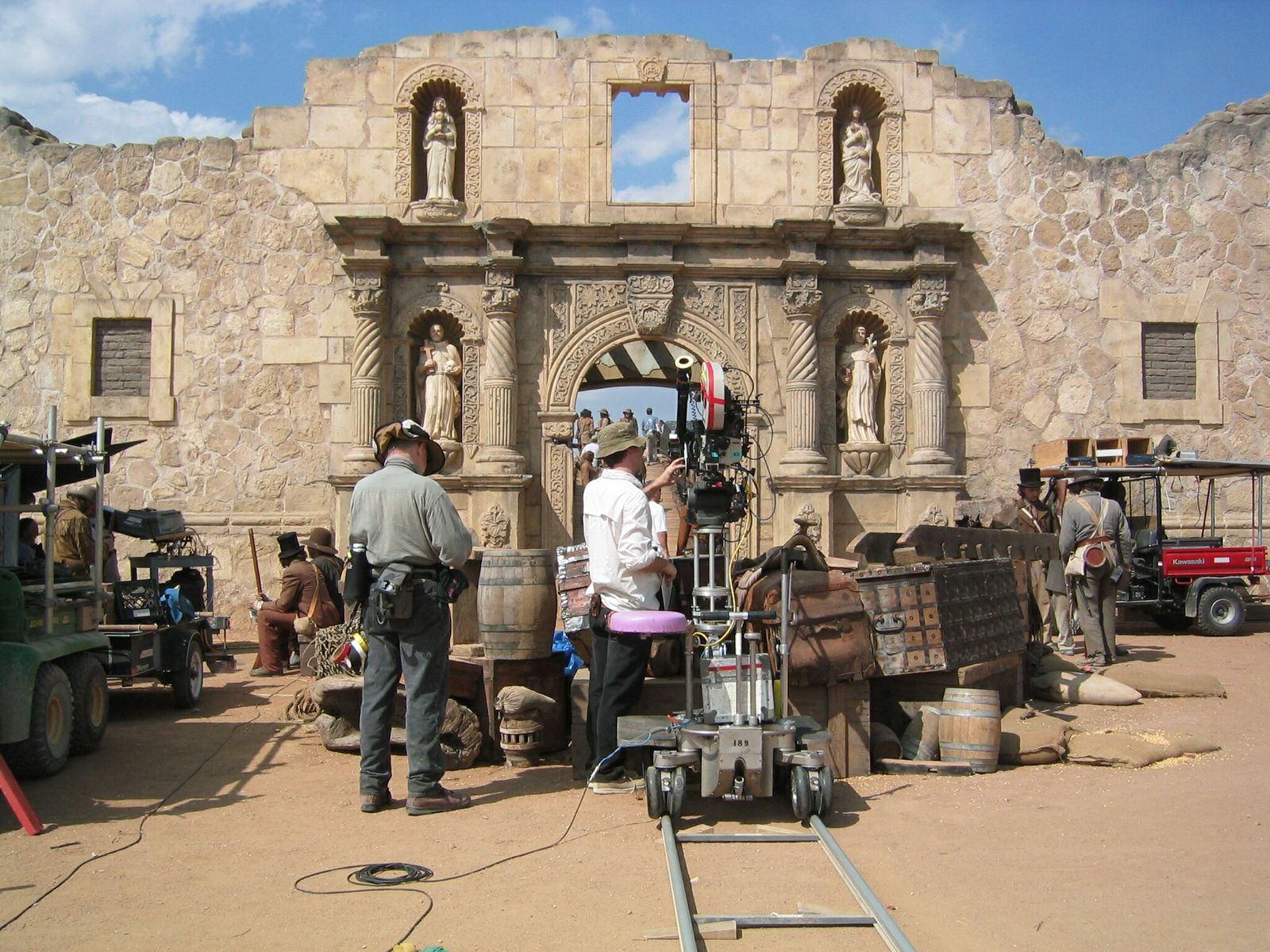
Décor et équipe du tournage.

- Dennis Quaid (VF : Bernard Lanneau ; VQ : Hubert Gagnon) : Sam Houston
- Billy Bob Thornton (VF : Dominique Collignon-Maurin ; VQ : Éric Gaudry) : Davy Crockett
- Jason Patric (VF : Emmanuel Jacomy ; VQ : Daniel Picard) : Colonel James Bowie
- Patrick Wilson (VF : Guillaume Orsat ; VQ : Patrice Dubois) : Colonel William Travis
- Leon Rippy (VF : Pascal Renwick ; VQ : Denis Mercier) : le sergent William Ward
- Afemo Omilami (VF : Jean-Paul Pitolin) : Sam
- Tom Davidson (VF : José Luccioni) : Colonel Green Jameson
- John S. Davies (VF : Bernard Métraux) : Store Owner
- Emilio Echevarria  : Santa Anna
- Jordi Mollà (VQ : Jacques Lussier) : Juan Seguin
- Nick Kokich : Daniel Cloud
- Emily Deschanel (VF : Anne Massoteau) : Rosanna Travis

## Accueil

### Box-office
Le film est un des plus gros échecs au box-office.